# Cortisona
La cortisona (17-hidroxi-11-corticosterona) es una hormona esteroide (lipídica). Químicamente es un corticosteroide muy parecido a la corticosterona. Esta se clasifica como corticosteroide (glucocorticosteroide). Se utiliza para tratar una gran variedad de dolencias y puede ser administrado vía intravenosa, oral, intraarterial o cutánea. La cortisona disminuye el sistema inmunitario (inmunosupresora), reduciendo así la respuesta inflamatoria, neutralizando el dolor e hinchazón en el sitio dañado. Sin embargo, sus influjos sobre el sistema inmunitario pueden conducir a varios efectos secundarios, particularmente cuando se utiliza la cortisona durante un período largo de tiempo. El cuerpo produce corticosteroides de forma natural en la corteza de las glándulas suprarrenales. Estos influyen en el funcionamiento de muchos de los sistemas corporales (corazón, inmunidad, músculos, huesos y los sistemas endocrino y nervioso). Ejercen una gran cantidad de efectos incluyendo efectos en el metabolismo de los carbohidratos, proteínas y grasas. Ayudan a mantener el equilibrio de fluidos y electrolitos.
La cortisona y el cortisol no son lo mismo. El cortisol es el glucocorticoide más abundante en los humanos, mientras que la cortisona es menos abundante, pero es el dominante en los roedores. Ambos se producen en la zona fascicular de las glándulas suprarrenales, pero la cortisona se produce, además en la zona glomerulosa de estas. La mayor diferencia es que la cortisona es la molécula precursora de la aldosterona, un mineralocorticoide crucial para los moduladores homeostáticos de los niveles de sodio y potasio.

## Historia
Desde 1855, se conocía la enfermedad de Addison (inicialmente, conocida como melanodermia) una grave enfermedad provocada por la destrucción bilateral de las glándulas suprarrenales, lo que produce sobre todo una pérdida de agua y sal, hipotensión, fatiga, un déficit hormonal (entre las hormonas afectadas la cortisona) y adelgazamiento. Alrededor de 1935, el estadounidense Edward Calvin Kendall y sus colaboradores, en el curso de sus investigaciones sobre este tema en la Clínica Mayo de Rochester (EE. UU.) aislaron, a partir de las glándulas suprarrenales del buey, seis sustancias desconocidas, una de ellas denominada entonces como “compuesto E”, de fórmula determinada. El objetivo nominal sólo era el tratamiento de la enfermedad de Addison, pero se adivinaron otras aplicaciones, y empezó una gran investigación.
La publicación de la Clínica Mayo sobre los descubrimientos sobre las hormonas del córtex de las glándulas suprarrenales llevó a los colaboradores y a Edward Calvin Kendall al reconocimiento internacional. En 1950, los doctores Kendall y Philip S. Hench fueron galardonados con el Premio Nobel en Fisiología y Medicina. Compartieron el galardón con el doctor Tadeus Reichstein (Suecia) quien había aislado simultáneamente las hormonas del córtex renal, sus estructuras y funciones.
La cortisona fue producida por primera vez por Merck & Co. El 30 de septiembre de 1949, Percy Julian anunció una mejora en el proceso de producción de la cortisona desde ácidos bílicos. Esto eliminó la necesidad de utilizar tetraóxido de osmio, un producto químico raro y caro.

## Producción
La cortisona
es uno de los productos de un proceso de esteroidogénesis. Para que el cortisol sea expulsado de la glándula suprarrenal tiene que darse una cascada de señales. La hormona liberadora de corticotropina (CRH, un neurotransmisor) que se libera desde el hipotálamo estimula los corticotropes en la pituitaria anterior para liberar ACTH (adrenocorticotrofina, hormona corticotropa), la cual envía la señal al córtex suprarrenal. Allí, la zona fascicular y la zona reticular responden al ACTH secretando glucocorticoides, en particular cortisol. En los tejidos periféricos el cortisol se convierte en cortisona por la enzima 11-β-esteroid deshidrogenasa. El cortisol tiene una mejor actividad glucocorticoide que la cortisona, pues la cortisona puede ser considerara un metabolito inactivo del cortisol. La cortisona se activa a través de una hidrogenación del 11-ceto grupo, por esto a veces nos rertisona.
Como la cortisona pertenece a la vía que en última instancia formará aldosterona, y por lo tanto su regulación es casi completamente diferente (los reguladores primarios son el sistema Renina-Angiotensina) y por lo tanto casi no se ve afectado por la secreción de ACTH. Una mayor producción de CRH no implica una mayor producción de cortisona, por lo tanto, un aumento de cortisona no debería afectar a la concentración de CRH.

## Funcionamiento
Una forma de funcionar de la cortisona es reduciendo la inflamación. Lo hace previniendo la inflamación, evita que los glóbulos blancos (leucocitos mononucleares) viajen a la zona de inflamación del cuerpo. Esta es la razón por la que una persona sea más propensa a la infección cuando toma esteroides. Las propiedades antiinflamatorias de la cortisona son utilizadas para reducir la hinchazón alrededor de los tumores. Por ejemplo, si reducimos la hinchazón alrededor de tumores en la columna vertebral, el cerebro o el hueso, puede reducir la presión del tumor en las terminaciones nerviosas reduciendo así el dolor u otros síntomas provocados por la presión del tumor.
Otra forma de funcionar es alterando la respuesta inmune normal del organismo. Los corticosteroides son usados para tratar ciertas condiciones que afectan al sistema inmunitario como la anemia aplásica (AA), púrpura trombocitopénica idiopática (ITP), púrpura trombocitopénica trombótica (TTP) o una anemia hemolítica.
Además se piensa que los corticosteroides ayudarán en el tratamiento de los pacientes con alteraciones sanguíneas, como el mieloma múltiple. Los corticosteroides podrían funcionar causando la apoptosis (muerte celular programada) de ciertas células, lo que podría ayudar a luchar contra ciertas enfermedades.
También se usan corticosteroides para el tratamiento adyuvante   de las náuseas causadas por quimioterapia. Este funcionamiento se desconoce por el momento. También han sido utilizados para estimular el apetito para pacientes con problemas severos de este tipo. A veces se utilizan para reemplazar esteroides en condiciones de insuficiencia suprarrenal.

## Efectos secundarios
El uso a largo plazo de cortisona tiene un número potencial de efectos secundarios severos: hiperglucemia, resistencia a la insulina, diabetes mellitus, osteoporosis, ansiedad, depresión, gastritis, colitis, hipertensión, ictus, disfunción eréctil, hipogonadismo, hipotiroidismo, lesiones digestivas perforantes, accidentes tromboembólicos, choques, hinchazón general, amenorrea y retinopatía entre otros problemas los dientes se vuelven amarillos. 
Por estos motivos, desde los años sesenta se estableció que la corticoterapia se debía reservar para las afecciones graves. Sin embargo, en los tratamientos temporales, la mayoría de la gente no experimenta efectos secundarios severos. Los efectos secundarios suelen ser predecibles, casi siempre son reversibles y desaparecen una vez terminado el tratamiento. Hay algunas opciones para ayudar a minimizar o prevenir dichos efectos. 
Los más comunes son un aumento del apetito, irritabilidad, insomnio, hinchazón en extremidades inferiores (retención de fluidos), náuseas, debilidad muscular, aumento de glucemia y mala cicatrización. Estos efectos pueden ser duraderos, El abuso de la utilización hoy en día de los corticoides sin un control efectivo de las autoridades sanitarias gran cantidad de medicamentos incorporan cortisona , cremas para la piel ,colirios oculares ,  inhaladores , cremas hemorroides , jarabes y un gran etc,  esta suponiendo un grave riesgo para la población debida a su gran capacidad y rapidez de suprimir el sistema defensivo .
Igualmente que en el apartado de uso veterinario  puede amenazar la vida del animal , igualmente se puede aplicar al ser humano.

## Uso médico
La lista de las afecciones graves en las que se emplea la corticoterapia no ha dejado de aumentar: enfermedad de Addison, poliartritis crónica evolutiva, espondilosis, reumatismo psoriásico, reumatismo articular agudo, lupus eritematoso diseminado, esclerodermia, dermatomiositis, poliarteritis nodosa, la mayor parte de las enfermedades del colágeno, leucemias, mielomas, púrpuras trombocitopénicas, ciertas cirrosis hepáticas, nefrosis lipídica pura, síndrome nefrótico en adultos y bebés, endocarditis rebeldes, infecciones tuberculosas agudas, numerosas alergias, etc.

## Uso veterinario
Los perros tratados con dosis moderadas muestran que estos padecen mayor sed y frecuencia urinaria debido al efecto secundario de la cortisona sobre el sistema inmunitario. La orina excretada no está concentrada (diluida). Mayores dosis aumentan la probabilidad de efectos secundarios que amenazan la vida, estos incluyen acumulación de líquido en el abdomen y un mayor riesgo de infarto de miocardio.

## Las hormonas corticosuprarrenales
La cortisona pertenece a uno de los tres grupos de hormonas corticosuprarrenales que se definen por su estructura química. El grupo al que pertenece es el de los 11 oxicorticosteriodes; el segundo grupo es el de los 17 cetosteroides, hormonas de acción sexual secretadas en el hombre por los testículos (pero que contienen, incluso en el hombre, una pequeña proporción de estrógenos); el tercer grupo lo constituye una sola hormona, la aldosterona. Las hormonas corticosuprarrenales regulan el metabolismo mineral, el metabolismo de las grasas, el metabolismo del nitrógeno y el glucídico.